# Salvia multicaulis
Salvia multicaulis là một loài thực vật có hoa trong họ Hoa môi. Loài này được Vahl miêu tả khoa học đầu tiên năm 1804.